# انزياح لامب

بنية دقيقة of energy levels in hydrogen – relativistic corrections to the نموذج بور

في الفيزياء ، انزياح لامب (بالإنجليزية: Lamb shift )‏ ، الذي يحمل اسم ويليس لامب ، هو حالة اختلاف في الطاقة بين مستويين من الطاقة 2S1/2 و 2P1/2 (باستخدام الرموز التعبيرية ) لذرَّة الهيدروجين، والتي لم تتنبأ بها معادلة ديراك ، حيث وفقا لهذه الحالة يجب أن يكون لها نفس الطاقة.
إن التفاعل بين تقلبات طاقة الفراغ والإلكترون في ذرة الهيدروجين في هذه المدارات المختلفة هو سبب انزياح لامب، كما بين اكتشافه، ومنذ ذلك الحين لعب انزياح لامب دورا نظريا مهما من خلال تقلبات طاقة الفراغ للتنبؤ بإشعاع هوكينج.
تم قياس هذا التأثير لأول مرة في عام 1947 في تجربة لامب-ريفيرفورد على طيف الهيدروجين  ، وقد وفر هذا القياس الحافز للتعامل مع الاختلافات، وكان بشرى للكهروديناميكا الكمية الحديثة التي تم تطويرها بواسطة جوليان شوينجر ،، ريتشارد فاينمان ، إرنست ستويكلبرغ ، شينتيرو توموناغا وفريمان دايسون.
حصل لامب على جائزة نوبل في الفيزياء عام 1955 لاكتشافاته المتعلقة بانزياح لامب.

## الأهمية
في يوم عيد ميلاد لامب الـ65 ، خاطبه فريمان دايسون على النحو التالي: «تلك السنوات، عندما كان انزياح لامب هو الموضوع الرئيسي للفيزياء، كانت سنوات ذهبية لجميع الفيزيائيين في جيلي. كنت أنت أول من رأى هذا التحول الصغير، كان صعب المنال وصعب القياس، ومن شأنه أن يوضح تفكيرنا حول الجسيمات والحقول» 

## الإستنتاجات
التقلبات في المجالات الكهربائية والمغناطيسية المرتبطة بالفراغ الكهروديناميكي الكمي ، من شأنها أن تسبب اضطرابًا كهربائيًا بسبب النواة ، ما يسبب بدوره تقلبا في موقع الإلكترون وهو ما يفسر تحول الطاقة، إذ يتم تفسير فرق طاقة الوضع بواسطة:
{\displaystyle \Delta V=V({\vec {r}}+\delta {\vec {r}})-V({\vec {r}})=\delta {\vec {r}}\cdot \nabla V({\vec {r}})+{\frac {1}{2}}(\delta {\vec {r}}\cdot \nabla )^{2}V({\vec {r}})+\cdots }
وبما أن هذه التقلبات موحدة الخواص فإن:
{\displaystyle \langle \delta {\vec {r}}\rangle _{vac}=0,}
{\displaystyle \langle (\delta {\vec {r}}\cdot \nabla )^{2}\rangle _{vac}={\frac {1}{3}}\langle (\delta {\vec {r}})^{2}\rangle _{vac}\nabla ^{2}.}
أين نحصل على ما يلي:
{\displaystyle \langle \Delta V\rangle ={\frac {1}{6}}\langle (\delta {\vec {r}})^{2}\rangle _{vac}\left\langle \nabla ^{2}\left({\frac {-e^{2}}{4\pi \epsilon _{0}r}}\right)\right\rangle _{at}.}
معادلة الحركة الكلاسيكية لإزاحة الإلكترون {\displaystyle (\delta r)_{\vec {k}}}الناجمة عن وضع واحد من متجه موجي {\displaystyle {\vec {k}}} و التردد ν هي:
{\displaystyle m{\frac {d^{2}}{dt^{2}}}(\delta r)_{\vec {k}}=-eE_{\vec {k}},}
منه:
{\displaystyle (\delta r)_{\vec {k}}\cong {\frac {e}{mc^{2}k^{2}}}E_{\vec {k}}={\frac {e}{mc^{2}k^{2}}}{\mathcal {E}}_{\vec {k}}\left(a_{\vec {k}}e^{-i\nu t+i{\vec {k}}\cdot {\vec {r}}}+h.c.\right)\qquad {\text{with}}\qquad {\mathcal {E}}_{\vec {k}}=\left({\frac {\hbar ck/2}{\epsilon _{0}\Omega }}\right)^{1/2},}
وهذا صحيح فقط عندما يكون التردد ν أكبر من التردد ν0
في مدار بوهر {\displaystyle \nu >\pi c/a_{0}} لا يستطيع الإلكترون الاستجابة للحقل المتذبذب إذا كانت التقلبات أصغر من التردد المداري الطبيعي في الذرة.
من أجل حقل متذبذب عند ν ،: {\displaystyle \delta r(t)\cong \delta r(0)e^{-i\nu t}+c.c.,}
وبالتالي:
{\displaystyle (\delta r)_{\vec {k}}\cong {\frac {e}{mc^{2}k^{2}}}E_{\vec {k}}={\frac {e}{mc^{2}k^{2}}}{\mathcal {E}}_{\vec {k}}\left(a_{\vec {k}}e^{-i\nu t+i{\vec {k}}\cdot {\vec {r}}}+h.c.\right)\qquad {\text{with}}\qquad {\mathcal {E}}_{\vec {k}}=\left({\frac {\hbar ck/2}{\epsilon _{0}\Omega }}\right)^{1/2},}
```
حيث 

  

    

      

        
Ω

      

    

    
{\displaystyle \Omega }

  

 هي بعض حجم التطبيع الكبير (حجم «صندوق» افتراضي يحتوي على 
ذرة
 الهيدروجين). من خلال الجمع على كل شيء

  

    

      

        

          

            

              
k

              
→

            

          

        

        
,

      

    

    
{\displaystyle {\vec {k}},}

  

```

{\displaystyle {\begin{aligned}\langle (\delta {\vec {r}})^{2}\rangle _{vac}&=\sum _{\vec {k}}\left({\frac {e}{mc^{2}k^{2}}}\right)^{2}\left\langle 0\left|(E_{\vec {k}})^{2}\right|0\right\rangle \\&=\sum _{\vec {k}}\left({\frac {e}{mc^{2}k^{2}}}\right)^{2}\left({\frac {\hbar ck}{2\epsilon _{0}\Omega }}\right)\\&=2{\frac {\Omega }{(2\pi )^{3}}}4\pi \int dkk^{2}\left({\frac {e}{mc^{2}k^{2}}}\right)^{2}\left({\frac {\hbar ck}{2\epsilon _{0}\Omega }}\right)&&{\text{since continuity of }}{\vec {k}}{\text{ implies }}\sum _{\vec {k}}\to 2{\frac {\Omega }{(2\pi )^{3}}}\int d^{3}k\\&={\frac {1}{2\epsilon _{0}\pi ^{2}}}\left({\frac {e^{2}}{\hbar c}}\right)\left({\frac {\hbar }{mc}}\right)^{2}\int {\frac {dk}{k}}\end{aligned}}}
هذه النتيجة تتباعد عندما لا توجد حدود حول التكامل (على كل من الترددات الكبيرة والصغيرة)، كما ذكر أعلاه، من المتوقع أن تكون هذه الطريقة صالحة فقط عندما يكون {\displaystyle \nu >\pi c/a_{0}} أو بطريقة مكافئة {\displaystyle k>\pi /a_{0}} ، كما أنها صالحة فقط للأطوال الموجية الأطول من طول موجة كومبتون، بطريقة مكافئة {\displaystyle k<mc/\hbar } لذلك، يمكن للمرء أن اختيار الحد العلوي والسفلي من التكامل وهذه الحدود تجعل النتيجة تتلاقى:
{\displaystyle \langle (\delta {\vec {r}})^{2}\rangle _{vac}\cong {\frac {1}{2\epsilon _{0}\pi ^{2}}}\left({\frac {e^{2}}{\hbar c}}\right)\left({\frac {\hbar }{mc}}\right)^{2}\ln {\frac {4\epsilon _{0}\hbar c}{e^{2}}}}.
بالنسبة للمدار الذري وكمون كولومب :
{\displaystyle \left\langle \nabla ^{2}\left({\frac {-e^{2}}{4\pi \epsilon _{0}r}}\right)\right\rangle _{at}={\frac {-e^{2}}{4\pi \epsilon _{0}}}\int d{\vec {r}}\psi ^{*}({\vec {r}})\nabla ^{2}\left({\frac {1}{r}}\right)\psi ({\vec {r}})={\frac {e^{2}}{\epsilon _{0}}}|\psi (0)|^{2},}
وبما أنه من المعروف أن:
{\displaystyle \nabla ^{2}\left({\frac {1}{r}}\right)=-4\pi \delta ({\vec {r}}).}
من أجل المدارات p تختفي الدالة الموجة غير الارتباطية في الأصل، لذلك لا يوجد تغيير في الطاقة. ولكن بالنسبة إلى المدارات s، هناك بعض القيمة المحدودة في الأصل،: {\displaystyle \psi _{2S}(0)={\frac {1}{(8\pi a_{0}^{3})^{1/2}}},}
أين قطر بوهر: {\displaystyle a_{0}={\frac {4\pi \epsilon _{0}\hbar ^{2}}{me^{2}}}.}
وبالتالي: {\displaystyle \left\langle \nabla ^{2}\left({\frac {-e^{2}}{4\pi \epsilon _{0}r}}\right)\right\rangle _{at}={\frac {e^{2}}{\epsilon _{0}}}|\psi _{2S}(0)|^{2}={\frac {e^{2}}{8\pi \epsilon _{0}a_{0}^{3}}}}.
أخيراً، يصبح اختلاف الطاقة الكامنة :
{\displaystyle \langle \Delta V\rangle ={\frac {4}{3}}{\frac {e^{2}}{4\pi \epsilon _{0}}}{\frac {e^{2}}{4\pi \epsilon _{0}\hbar c}}\left({\frac {\hbar }{mc}}\right)^{2}{\frac {1}{8\pi a_{0}^{3}}}\ln {\frac {4\epsilon _{0}\hbar c}{e^{2}}}=\alpha ^{5}mc^{2}{\frac {1}{6\pi }}\ln {\frac {1}{\pi \alpha }},}
أين {\displaystyle \alpha } هو ثابت البناء الدقيق ، هذا الانزياح هو حوالي 1 غيغاهرتز ، مماثل جداً مع تغير الطاقة المرصود.